# Тарасиха (деревня, Нижегородская область)
Тара́сиха — деревня в городском округе Семёновский Нижегородской области России.

## География
Деревня находится на автодороге регионального значения Р159, на расстоянии 19 км к юго-западу от города Семёнов, административного центра городского округа, и 44 км к северо-востоку от города Нижний Новгород, административного центра области.

### Часовой пояс
Деревня Тарасиха, как и вся Нижегородская область, находится в часовой зоне МСК (московское время). Смещение применяемого времени относительно UTC составляет +3:00.

## Население
| 2002 | 2010 |
| ---- | ---- |
| 8    | ↘3   |